# Shimun XXIII.
Mar Eshai Shimun XXIII., auch Schimun ('Išay Šim'on, * 26. Februar 1908 in Qudschanis; † 6. November 1975 in San Jose, Kalifornien) war Katholikos-Patriarch der Assyrischen Kirche des Ostens.

## Amtszeit im Orient
Der Sohn des Assyrer-Generals David d'Mar Shimun (1889–1974) und der Esther d'Beth Matran erlangte sein kirchliches Amt auf dem in der „Kirche des Ostens“ üblich gewordenen Weg der Erbfolge nach dem Tod seiner Onkel Mar Benyamin Shimun XXI. (1903–1918) und Mar Polos Shimun XXII. (1918–1920).
Als zwölfjähriger Knabe wurde er am 20. Juni 1920 im Flüchtlingslager Baquba bei Bagdad durch Mar Yosip Khnanisho (Hnanišoc) (1918–1977), „Metropolit von Rustaqa“ und Bruder seiner Mutter Esther, sowie Mar Zaya Sargis, Bischof von Jilu, zum Patriarchen ordiniert. (Mar Yosip war selbst als Zwanzig-, Mar Zaya Sargis als Dreizehnjähriger Bischof geworden.) Während seiner Minderjährigkeit amtierte Shimun XXIII. mit Unterstützung von Mar Yosip Khnanisho X. sowie anfangs auch durch Mar Abimalek Timotheus von Malabar (Süd-Indien; † 30. April 1945). In den politischen Angelegenheiten des Amtes vertraten und berieten ihn seine Tante Surma d’Mar Shimun (1883–1975) und sein Vater David. Vordringlich war dabei die Frage eines anerkannten „Homelands“ für die geflohenen bzw. vertriebenen christlichen Assyrer in Hakkari und/oder Nord-Irak. Diese Frage wurde mehrmals auch international, so vor dem Völkerbund in Genf, erörtert.
Nach Schul- und Universitätsausbildung 1924 bis 1927 in England kehrte der Patriarch 1927 in den Irak, damals unter britischem Mandat, zurück und wurde politisch aktiv. Durch Vermittlung der Mandatarmacht wandte er sich 1931/32 mit vier Petitionen an den Völkerbund. Darin forderte er namens der assyrischen Minderheit im Irak die Aussiedlung in ein anderes Land, die Anerkennung der Assyrer als selbständige Nation, die Rückgabe des jetzt in türkischem Besitz befindlichen Hakkari und/oder die Zusammenfassung aller Assyrer im Irak in einer autonomen Gruppe. Seine Forderungen wurden weitgehend abgelehnt, nur die Ansiedlung der Assyrer „en unités homogènes“, d. h. an getrennten Orten, vom Irak versprochen. Nach Beendigung des britischen Mandats 1932 kam es 1933 im jetzt unabhängigen Irak zu blutigen Angriffen auf die christlichen Assyrer (a) wegen ihrer früheren Zusammenarbeit mit der Kolonialmacht und (b) wegen ihrer andauernden Autonomiebestrebungen, überwiegend ausgerichtet am osmanischen Modell der Verbindung von kirchlicher und weltlicher Oberhoheit in der Person des Katholikos-Patriarchen (Millet-System). Für dessen Beschränkung auf seine geistlichen Vollmachten und die Integration der Assyrer in den irakischen Staat plädierte nur eine Minderheit von Bischöfen und Notablen. Die am 28. Mai 1933 an den Patriarchen gerichtete Forderung der irakischen Regierung, gegen Anerkennung seiner geistlichen Autorität auf sein „pouvoir temporel“, die von ihm beanspruchte weltliche Macht, zu verzichten, lehnte Mar Shimun XIII. am 3. Juni 1933 ab. Daraufhin wurde er am 29. Juni 1933 in Bagdad in Arrest genommen. Ende Juli kam es zum Übertritt einiger Tausend Assyrer auf syrisches Gebiet (unter französischem Mandat) und ab dem 4. August im Irak zu Gefechten assyrischer Kämpfer mit irakischen Truppen sowie Brandstiftungen und Plünderungen in Assyrerdörfern durch Kurden und Araber, bei denen mehrere Tausende Assyrer den Tod fanden („Massaker von Semile“). Unter Aberkennung seiner irakischen Staatsbürgerschaft wurde Mar Shimun XXIII. Mitte August 1933 mit seiner Familie über Palästina nach Zypern (unter britischem Mandat) deportiert und von seinem Kirchenvolk in Irak und Syrien isoliert.

## Im amerikanischen Exil
Seit dem 29. Juni 1940 war Mar Shimun XXIII. in den USA ansässig, zunächst in Chicago, ab 1954 in San Francisco, und nahm die US-amerikanische Staatsbürgerschaft an. Seine Familie gelangte um 1951 nach England, um 1961 in die USA.
Bis 1948 wurde Mar Shimun XXIII. wiederholt politisch aktiv; danach konzentrierte er sich auf innerkirchliche Aufgaben. Für die Diaspora-Pfarreien in den USA wirkte er als Diözesanbischof. 1952 ordinierte er in Kalifornien erstmals seit Amtsantritt 1921 einen Bischof: Mar Thomas Darmo, Metropolit von Malabar (Süd-Indien).
Obschon geistliches Oberhaupt einer Kirche des Christlichen Orients verbrachte Mar Shimun den weitaus größten Teil seiner Amtszeit in der westlichen Welt. 1961 besuchte er Indien, Iran, Libanon und Syrien (dort jedoch nicht Chabur). Der Irak blieb ihm versperrt. Am 13. Februar 1962 weihte er in Teheran, erstmals seit dem Ersten Weltkrieg, einen Kirchenneubau und einen Bischof für Iran, den späteren Katholikos-Patriarchen Dinkha IV.
1964 übernahm er für seine Kirche, mit Zustimmung von Mar Yosip Khnanisho, den Gregorianischen Kalender. Die Opposition assyrischer Altkalendarier, vor allem im Irak und in Indien, führte 1968 zur Begründung eines Gegenpatriarchats unter Mar Thomas Darmo. Die Kirchenspaltung wurde unverkennbar gefördert (a) durch auf die 1930er Jahre zurückgehende Rivalitäten innerhalb der Assyrer-Gemeinschaft sowie (b) durch politische Absichten der irakischen Führung.
Im Herbst 1964 entsandte Shimun XXIII. auf Einladung Papst Pauls VI. Beobachter zum Zweiten Vatikanischen Konzil nach Rom, darunter George M. Lamsa († 1975). 1970 erhielt er eine Einreiseerlaubnis in den Irak, predigte und verhandelte in Bagdad, erfüllte jedoch nicht die Erwartungen der Regierung des Irak und verlegte seine Residenz auch nicht in den Orient zurück. Daraufhin gestattete die Regierung 1972 die verzögerte Ordination des 1970 gewählten Gegenpatriarchen Addai II.
1967 gründete Shimun XXIII. in Seattle eine erste Missionspfarrei für konvertierte Amerikaner.

## Amtsende und Ermordung
Nach Ankündigung eines Amtsverzichts aus Gesundheitsgründen durch Mar Shimun XXIII. und seiner überraschenden Heirat mit Emama Yokhanan am 16. August 1973 in Seattle wurde er am 15. September 1973 durch eine Synode von sechs Bischöfen (Mar Dinkha, Mar Narsai de Baz, Mar Aprim Khamis, Mar Youkhanna Philipos Aziz, Mar Youkhana Oraham u. Mar Daniel Yaqu) im maronitischen Christkönigskloster bei Beirut abgesetzt und laisiert, akzeptierte die Entscheidung jedoch nicht. Anfang 1975 ordinierte er zwei Italiener, anfangs Katholiken, dann orthodoxe Priester (unklarer Jurisdiktion), zu Bischöfen: Claudio (Bruno) Vettorazzo (1936–1994) für Aquileia und Giovanni Basciu für Sardinien. Während andauernder Verhandlungen zur Lösung der Krise erschoss ihn am 6. November 1975 in San José der assyrische Christ David Malek Ismail (* 1935), Sohn des Malek Yaqob Ismael vom Stamm Ober-Tyari, aus nicht voll geklärten Motiven. Shimun wurde in Turlock Memorial Park bestattet. Er hinterließ seine vierzigjährige Witwe, Emama Mar Eshai Shimun, und zwei Kinder. Sein Mörder wurde zu lebenslanger Haft (Höchststrafe) verurteilt, kam nach zwölf Jahren jedoch frei.
Mit Shimuns Tod endete die Besetzung des Patriarchenstuhles durch Erbfolge. Sein Nachfolger, Mar Dinkha IV., wurde durch Wahl bestimmt.